# Takuya Masuda
Takuya Masuda (født 29. juni 1989) er en japansk fodboldspiller, som spiller for den japanske fodboldklub FC Machida Zelvia.